# Phil Hogan
Philip (Phil) Hogan, irski politik, *4. julij 1960, Kilkenny, Irska.
Hogan je aktualni evropski komisar za kmetijstvo in razvoj podeželja. Pred tem je bil med letoma 2011 in 2014 minister za okolje, skupnost in lokalno vlado Republike Irske ter državni minister od leta 1994 do 1995. V sestavi komisije pod vodstvom Ursule von der Leyen je upravljal resor za trgovino, dokler ni 26. avgusta 2020 zaradi udeležbe zabave v času epidemije koronavirusa odstopil.